# Cartas completas de Sigmund Freud a Wilhelm Fliess (1887-1904)
Las Cartas completas de Sigmund Freud a Wilhelm Fliess (1887-1904) aluden a la correspondencia mantenida entre Sigmund Freud y el que es considerado la amistad más íntima de su vida Wilhelm Fliess. Abarcan un periodo comprendido entre 1887 y 1904, y representan «un documento único que, como un cuaderno de bitácora, registra el dramático proceso de la indagación, las tribulaciones del autoanálisis, y también la hermosura intelectual del trabajo y la felicidad de los grandes descubrimientos».
En 1950 apareció en Londres una selección de dicha correspondencia con el título Aus den Anfängen der Psychoanalyse. Posteriormente, gracias a la edición del psicoanalista norteamericano Jeffrey Moussaieff Masson vio la luz la versión completa que incluía las cartas y fragmentos previamente omitidos.